# Дамаскин Папандреу
Дамаскин (на гръцки: Δαμασκηνός) е епископ на Църквата на Гърция, от 1941 г. до смъртта си и архиепископ на Атина и цяла Гърция.

## Биография
Роден е с фамилията Димитриос Папандреу (Δημήτριος Παπανδρέου) произхожда от бедно селско семейство. Завършва с отличие богославския и юридическия факултети на Атинския университет. Йоанис Метаксас го принуждава да освободи митрополитската катедра на Атина непосредствено преди избухването на Втората световна война. Временен държавен глава на Гърция преди крал Георгиос II да се завърне в страната. Гръцки премиер (през октомври 1945 г.).
Дамаскин Папандреу е гръцки духовен пастир в най-трудния период от новата история на страната. Прави всичко възможно да осуети избухването на Гражданската война в Гърция. Обявен е за праведник на света заради ролята му за спасение на гръцките евреи по време на Холокоста.
Заедно с император Константин XI Палеолог е изобразен паметно пред катедралния храм на Църквата на Гърция в Атина.